# Épineau-les-Voves
Épineau-les-Voves – miejscowość i gmina we Francji, w regionie Burgundia-Franche-Comté, w departamencie Yonne.
Według danych na rok 1990 gminę zamieszkiwało 659 osób, a gęstość zaludnienia wynosiła 93 osoby/km² (wśród 2044 gmin Burgundii Épineau-les-Voves plasuje się na 363. miejscu pod względem liczby ludności, natomiast pod względem powierzchni na miejscu 1105.).